# San Juan Atenco
San Juan Atenco là một đô thị thuộc bang Puebla, México. Năm 2005, dân số của đô thị này là 3315 người.